# Santa Cristina d'Aro
Pour les articles homonymes, voir Cristina.
Santa Cristina d'Aro est une commune de la province de Gérone, en Catalogne, en Espagne, de la comarque de Baix Empordà

## Histoire
Dépendant traditionnellement de Castell d'Aro, la commune de Santa Cristina d'Aro fut formée au XIXe siècle à partir de quatre paroisses qui appartenaient jusqu'alors à Castell d'Aro : Bell-lloc, Santa Cristina, Solius et Romanyà de la Selva. La paroisse de Santa Cristina, se trouvant au centre de la vallée d'Aro et proche des voies de communication, fut choisie pour désigner le nom de la commune.
La commune de Santa Cristina d'Aro regroupe aujourd'hui Bell-lloc, Bufaganyes, Camps de Santa Maria, Canyet de Mar, Malvet, Romanyà de la Selva, Salom, Santa Cristina d'Aro, Solius, et el Vilar.

## Personnalités liées à la commune
L'écrivain Mercè Rodoreda, une des plus importantes représentantes de la littérature en langue catalane du XXe siècle, vécut les dernières années de sa vie à Romanyà de la Selva et y est enterrée.